# Carter Brothers Motor Company
Carter Brothers Motor Company, laut einer Quelle Carter Brothers Motor Car Company, war ein US-amerikanischer Hersteller von Automobilen.

## Unternehmensgeschichte
Die Brüder Gary und Howard Carter hatten bereits mit ihrer Washington Motor Car Company Erfahrungen im Automobilbau gesammelt. Sie gründeten Ende 1916 das Unternehmen in Hyattsville in Maryland. Im November 1916 wurde bekannt, dass sie alle Rechte der bankrotten Monarch Motor Car Company übernahmen. 1917 begann die Produktion von Automobilen. Der Markenname lautete entgegen der ersten Absicht nicht weiterhin Monarch, sondern CB. 1918 endete die Produktion.
Die Brüder gründeten 1921 die Carter Motor Car Company.

## Fahrzeuge
Der Eight-28 hatte einen Achtzylindermotor und der Twelve-65 einen Zwölfzylindermotor. Beide Modellen stammten von Monarch. Eine andere Quelle meint, beides waren V-Motoren.
Ein kleineres Modell mit einem Vierzylindermotor war als Monarch Midget angekündigt und ging als CB Four-28 in Produktion. Der Neupreis betrug 575 US-Dollar.